# Les femmes ont besoin d'amour
Pour plus de détails, voir Fiche technique et Distribution.
Les femmes ont besoin d'amour (Ladies Must Love) est un film américain en noir et blanc d'Ewald André Dupont sorti en 1933.

## Synopsis
Quatre femmes vénales de Broadway s'unissent pour délester un millionnaire de son argent, et se promettent de partager entre elles tous les gains futurs en signant un contrat. Les problèmes commencent lorsque l'une des femmes tombe amoureuse d'un riche playboy, et qu'elle ne veut plus honorer le contrat...

## Fiche technique
- Titre : Les femmes ont besoin d'amour
- Titre original : Ladies Must Love
- Réalisation : Ewald André Dupont
- Scénario : John Francis Larkin
- Production : Carl Laemmle Jr.
- Société de production et de distribution : Universal Pictures
- Musique : Howard Jackson (non crédité)
- Photographie : Tony Gaudio
- Montage : Robert Carlisle
- Direction artistique : Charles D. Hall (crédité Danny Hall)
- Costumes : Vera West
- Pays d'origine :  États-Unis
- Langue : anglais
- Format : noir et blanc - son : Mono (Western Electric Noiseless Recording)
- Genre : Comédie
- Durée : 70 min
- Dates de sortie :
  - États-Unis : 25 septembre 1933
  - France : 16 août 1935

## Distribution
- June Knight : Jeannie Marlow
- Neil Hamilton : Bill Langhorne
- Sally O'Neil : Dot La Tour
- Dorothy Burgess : Peggy Burns
- Mary Carlisle : Sally Lou Cateret
- George E. Stone : Joey
- Maude Eburne : Mme Fifi
- Oscar Apfel : Herman Nussbauer
- Edmund Breese : Thomas Van Dyne
- Richard Carle : Wilbur Muller
- Berton Churchill : Gaskins
- Virginia Cherrill : la fiancée mondaine de Bill